# 川崎町立川崎小学校 (宮城県)
川崎町立川崎小学校（かわさきちょうりつ かわさきしょうがっこう）は宮城県柴田郡川崎町にある公立小学校。

## 概要
川崎町中心部より北寄り、かつて川崎城が存在していた山の東に校舎が存在する。そのため周辺道路から本校へはどの道からも上り坂になっている。かっては川崎幼稚園も存在していたが、かわさきこども園の開園により幼稚園の機能は移されている。
道は校舎・校庭から見て南西・南東・北西に存在するが、北西は職員向けに使用され、児童は南東または南西からの通学になっている。正面口も南側に存在する。
城があった校舎の西には公園が整備されている。

## 学区
- 大字前川地区、大字小野地区、大字支倉地区のうち小沢行政区、大字川内地区、大字今宿地区のうち立野行政区の一部、大字本砂金地区（ただし、安達地区を除き、仙台市立秋保小学校への越境入学することができる。）[1]
- 村田町北向地区もアクセスの利便性から本校へ入学する事が多い。

## 沿革
- 1873年（明治6年）11月15日 - 前川小学校として開校[2]。
- 1874年（明治7年）7月  - 今宿に今宿分教場開校[2]。
- 1880年（明治13年）4月 - 笹谷分校開校[2]。
- 1882年（明治15年）11月 - 前川中区に前川仮分教場開設[2]。
- 1885年（明治18年）4月 - 本砂金分校編入[2]。
- 1887年（明治20年）
  - 2月 - 前川尋常小学校に改称。同時に今宿、笹谷、本砂金の分校が簡易小学校[2]。
  - 4月 - 今宿、笹谷、川内、本砂金の簡易小学校が分教場に改称[2]。
- 1889年（明治22年）8月 - 川崎尋常小学校に改称。同時に小野小学校を合併し、分教場となる。[2]
- 1897年（明治30年）1月 - 川崎高等尋常小学校に改称[2]。
- 1900年（明治33年）5月 - 前川分教場を設置。
- 1905年（明治38年）4月 - 小松倉出張教授所を置く。
- 1917年（大正6年）9月 - 校舎一棟、現在地に新築。
- 1919年（大正8年）5月 - 腹帯出張教授所を置く。
- 1934年（昭和9年）10月 - 正面校舎と講堂を新築。
- 1941年（昭和16年）4月1日 - 国民学校令により、川崎国民学校に改称[2]。
- 1947年（昭和22年）4月1日 - 学制改革により、川崎村立川崎小学校に改称[2]。
- 1948年（昭和23年）5月3日 - 川崎村の町制施行により川崎町立川崎小学校に改称[2]。
- 1950年（昭和25年）5月 - 校歌制定。
- 1961年（昭和36年）4月1日 - 野上分校が川崎第二小学校として独立開校[2]。
- 1962年（昭和37年）4月 - 川内分校が川内小学校として独立。
- 1965年（昭和40年）4月 - 本校完成。給食実施。
- 1967年（昭和42年）4月 - 本砂金分校が本砂金小学校として独立。
- 1968年（昭和43年）4月 - 小野分校と小松倉分校が廃校。
- 1970年（昭和45年）
  - 3月 - 本校舎に教室移転、本校舎落成感謝祭。
  - 11月 - 東日本へき地分校研究大会開催。
- 1972年（昭和47年）2月 - 前川分校新築落成。
- 1973年（昭和48年）8月 - 開校百年記念式典挙行。同月、記念プール竣工。
- 1976年（昭和51年）4月 - 学校給食調理場によるセンター方式の給食提供開始。
- 1979年（昭和54年）3月 - 屋体新築落成。
- 1982年（昭和57年）12月 - 笹谷分校改築。
- 1990年（平成2年）4月1日 - 前川分校と腹帯分校を統合して、前川小学校が分離開校。同時に青根分校は前川小学校の分校となる。[3]。
- 1993年（平成5年）
  - 3月 - プールトイレ水洗化。
  - 10月 - 本校舎外装工事完成。
- 1994年（平成6年）3月 - 西校舎改築工事完成。
- 1995年（平成7年）
  - 2月 - 青根分校新校舎竣工。
  - 8月 - 新式暖房システム設置。
- 1998年（平成10年）8月 - PC室完成。
- 2001年（平成13年）8月 - PC室ネット接続。
- 2002年（平成14年）
  - 3月 - 笹谷分校閉校。
  - 10月 - 校舎耐震工事完了。
- 2003年（平成15年）4月 - 職員室内LAN整備。
- 2006年（平成18年）3月 - 体育館耐震補強、大規模改造工事。
- 2007年（平成19年）6月 - プール給排水管新装。
- 2010年（平成22年）1月 - 地デジ対応配線工事。
- 2011年（平成23年）
  - 3月11日 - 東日本大震災発生。本校児童への被害は無かった。
  - 8月 - 震災による校舎修復工事。
- 2012年（平成24年）3月 - 本砂金小学校と川内小学校が閉校となり、川崎小学校に統合[4][5]。
- 2016年（平成28年）9月 - 本校舎・体育館トイレ新設。
- 2017年（平成29年）
  - 4月 - オリンピック・パラリンピック・ムーブメント全国展開事業教育推進校（～平成30年3月)。
  - 8月 - 尚絅学院大学との交流事業開始。
- 2018年（平成30年）4月 - 2学期制開始。
- 2019年（令和元年）
  - 9月 - エアコン工事完了し、運転開始。
  - 10月 - 屋上改修工事。
- 2020年（令和2年）
  - 3月 - 新型コロナウイルス感染防止に伴う臨時休業（～5月31日）。
  - 8月 - 消火栓設置工事。
  - 12月 - 無線LAN配線工事。
- 2021年（令和3年）
  - 3月 - 学習用タブレット導入（1人1台）。同月、前川小学校が閉校。
  - 4月 - 前川小学校を統合[6]。

## 学校教育目標
心豊かでたくましく，実践力に富む児童の育成
- 考える
- 分かり合う
- ささえ合う
- きたえ合う

## 卒業後の進路
- 川崎中学校へ進学する[2]。

## 周辺
- 川崎城址
- 宮城県道47号蔵王川崎線
- 川崎町役場
- 川崎町立川崎中学校

## アクセス
- タケヤ交通 仙台西部ライナー「かわさきまち」・かわさき町民バス「役場前」下車 徒歩5分
- かわさき町民バス「川崎中学校前」下車 徒歩7分
- 宮城交通 川崎-仙台駅前「川崎裏丁」下車 徒歩6分
- 宮城交通 川崎-仙台駅前・ミヤコーバス 川崎-大河原駅「川崎中央」下車 徒歩8分、「川崎役場前」下車 徒歩9分

ただし上記は距離からの時間であり、実際には山の上に所在しているため、更に数分要する
- 山形自動車道 宮城川崎インターチェンジ より車で6分